# Micrathetis obscureobrunnea
Micrathetis obscureobrunnea là một loài bướm đêm trong họ Noctuidae.